# 让-克里斯托夫·罗兰
让-克里斯托夫·罗兰（法語：Jean-Christophe Rolland，1968年7月3日—），法国男子赛艇运动员。他曾代表法国参加1992年、1996年和2000年夏季奥林匹克运动会赛艇比赛，共获得一枚金牌和一枚铜牌。2014年7月当选成为世界划船總會主席。